# Moukouke
Moukouke ou Moukonke est un village de la commune de Mouanko, dans le département de la Sanaga-Maritime et la région du Littoral au Cameroun. On accède à ce village de la crique de Malimba par l'estuaire du Cameroun.

## Population
En 1967, Moukouke comptait 19 habitants, principalement Malimba.
Lors du recensement de 2005, 26 personnes ont été dénombrées dans le village.